# Premier Division 2010 (Irlanda)
La stagione 2010 è stata la novantesima edizione della League of Ireland Premier Division, massimo livello professionistico del campionato irlandese di calcio.

## Avvenimenti
La stagione 2010 vide il ritorno alla vittoria dello Shamrock Rovers. Gli Hoops si confermarono squadra più titolata d'Irlanda andando a vincere il loro sedicesimo titolo, interrompendo un periodo di digiuno protrattosi per più di tre lustri.
Il campionato fece in verità parlare di sé già qualche settimana prima della sua data di avvio (fissata per il 5 marzo 2010): il 15 febbraio fu reso noto il lotto delle dieci squadre che avrebbero partecipato al torneo, dal quale rimase escluso il Cork City a causa delle gravi difficoltà finanziarie in cui la società riversava. La sentenza fu in seguito confermata il 22 febbraio, decretando sia l'esclusione della squadra dalla League of Ireland, sia il fallimento della società (in seguito rifondata come Cork City FORAS Co-op, ma costretta a ripartire dalla Premier Division). In conseguenza di ciò il Bray Wanderers, che al termine della stagione precedente aveva perso i play-out contro lo Sporting Fingal, fu riammesso alla competizione.
La prima parte del campionato fu appannaggio del St. Patrick's Athletic: i Pat's dominarono la classifica fino a luglio, quando furono sopravanzati dallo Shamrock Rovers. Gli Hoops, in serie positiva dalla tredicesima giornata, guidarono indisturbati la graduatoria fino metà settembre, quando accusarono una brusca frenata sotto forma di quattro sconfitte in cinque gare. Il finale del torneo fu quindi concitato: a due giornate dal termine il Bohemian portò a compimento la propria rimonta balzando in vetta alla classifica. Nel turno successivo i Bohs furono tuttavia sconfitti a Galway: vincendo contro il Drogheda United lo Shamrock Rovers si trovò a +2 dai rivali con una differenza reti favorevole. Di conseguenza agli Hoops bastò, nella giornata successiva (giocata il 29 ottobre), un pareggio contro il Bray Wanderers per assicurarsi il titolo facendo leva sulla miglior differenza reti a parità di punti.
Per quanto riguarda le qualificazioni all'Europa League, la qualificazione dello Sligo Rovers alla finale di FAI Cup contro lo Shamrock Rovers già qualificato per la Champions League garantì ai Bit'o Red l'accesso al secondo turno preliminare del torneo continentale. A beneficiare del posto lasciato libero (valevole per l'accesso al terzo turno preliminare dell'Europa League) fu inizialmente l'esordiente Sporting Fingal, candidatosi nel corso del torneo come concorrente per l'accesso alla competizione europea. In seguito alla radiazione della squadra per fallimento, avvenuta il 10 febbraio 2011, la posizione lasciata vacante fu presa dal Saint Patrick's Athletic.
Tale avvenimento favorì inoltre il ripescaggio del Drogheda United: la squadra, disastrata da problemi tecnici e finanziari, aveva infatti perso con una giornata di anticipo la lotta per evitare la retrocessione diretta, a favore di un Bray Wanderers in rimonta. Nel seguente playoff promozione-salvezza i Seagulls persero contro il Galway United, ma riuscirono a salvarsi sconfiggendo nell'incontro di finale il Monaghan United (vincitore del match tra la seconda e la terza classificata della First Division)

## Squadre partecipanti
| Club            | Stagione | Città    | Stadio           | Stagione precedente                     |
| --------------- | -------- | -------- | ---------------- | --------------------------------------- |
| Bohemians       | dettagli | Dublino  | Dalymount Park   | Campione d'Irlanda                      |
| Bray Wanderers  | dettagli | Bray     | Carlisle Grounds | 10° in Premier Division                 |
| Drogheda Utd    | dettagli | Drogheda | Hunky Dorys Park | 9° in Premier Division                  |
| Dundalk         | dettagli | Dundalk  | Oriel Park       | 5° in Premier Division                  |
| Galway Utd      | dettagli | Galway   | Terryland Park   | 8° in Premier Division                  |
| St Patrick's    | dettagli | Dublino  | Richmond Park    | 7° in Premier Division                  |
| Shamrock Rovers | dettagli | Dublino  | Tallaght Stadium | 2° in Premier Division                  |
| Sligo Rovers    | dettagli | Sligo    | Showgrounds      | 6° in Premier Division                  |
| Sporting Fingal | dettagli | Dublino  | Morton Stadium   | Vincitore dei play-off interdivisionali |
| UCD             | dettagli | Dublino  | UCD Bowl         | Vincitore della First Division          |

### Allenatori

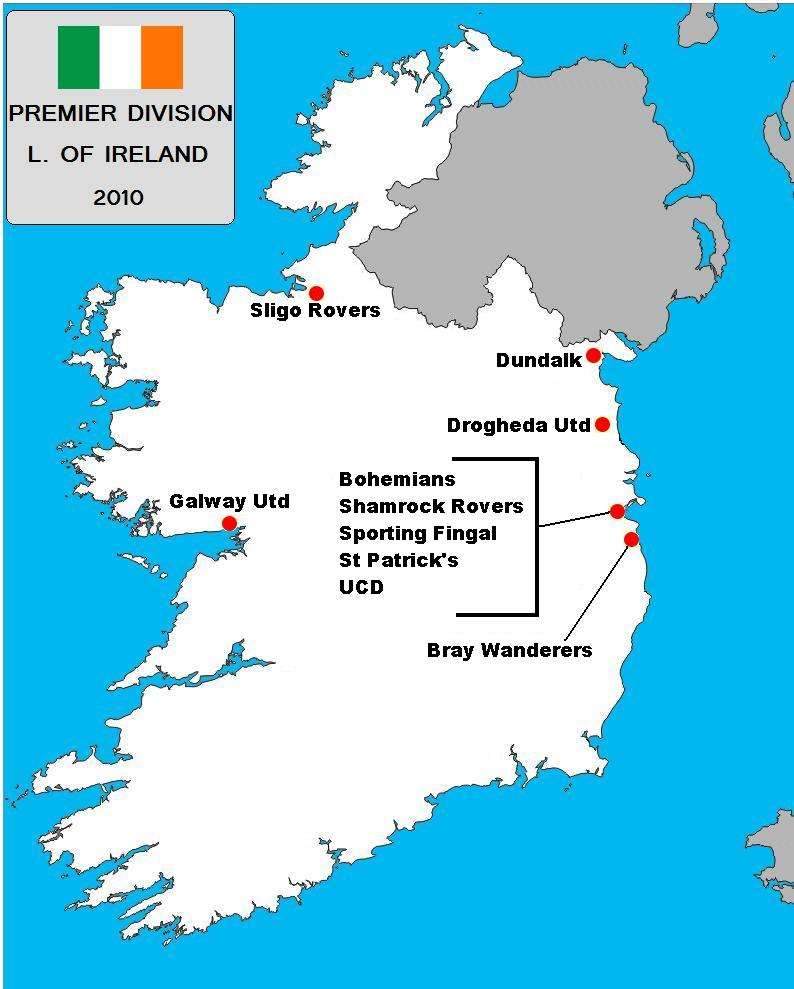
Disposizione geografica delle squadre della Premier Division 2010

| Squadra         | Allenatore                                                            |
| --------------- | --------------------------------------------------------------------- |
| Bohemians       | Pat Fenlon                                                            |
| Bray Wanderers  | Eddie Gormley (1ª-25ª) Pat Devlin (26ª-36ª)                           |
| Drogheda Utd    | Alan Mathews (1ª-15ª) Darius Kierans (16ª-31ª) Bobby Browne (32ª-36ª) |
| Dundalk         | Ian Foster                                                            |
| Galway Utd      | Sean Connor                                                           |
| St Patrick's    | Pete Mahon                                                            |
| Shamrock Rovers | Michael O'Neill                                                       |
| Sligo Rovers    | Paul Cook                                                             |
| Sporting Fingal | Liam Buckley                                                          |
| UCD             | Martin Russell                                                        |

## Classifica
|  |     | League of Ireland 2010 | Pt | G  | V  | N  | P  | GF | GS | DR  |
|  | --- | ---------------------- | -- | -- | -- | -- | -- | -- | -- | --- |
|  | 1.  | Shamrock Rovers        | 67 | 36 | 19 | 10 | 7  | 57 | 34 | +23 |
|  | 2.  | Bohemians              | 67 | 36 | 19 | 10 | 7  | 50 | 29 | +21 |
|  | 3.  | Sligo Rovers           | 63 | 36 | 17 | 12 | 7  | 61 | 36 | +25 |
|  | 4.  | Sporting Fingal        | 62 | 36 | 16 | 14 | 6  | 62 | 38 | +24 |
|  | 5.  | St Patrick's           | 57 | 36 | 16 | 9  | 11 | 55 | 33 | +22 |
|  | 6.  | Dundalk                | 48 | 36 | 14 | 6  | 16 | 46 | 50 | -4  |
|  | 7.  | UCD                    | 41 | 36 | 11 | 8  | 17 | 47 | 54 | -7  |
|  | 8.  | Galway Utd             | 38 | 36 | 9  | 11 | 16 | 38 | 59 | -21 |
|  | 9.  | Bray Wanderers         | 26 | 36 | 6  | 9  | 21 | 35 | 72 | -37 |
|  | 10. | Drogheda Utd           | 21 | 36 | 4  | 9  | 23 | 30 | 74 | -44 |

### Verdetti
- Shamrock Rovers campione d'Irlanda 2010.
- Shamrock Rovers ammesso al secondo turno di qualificazione alla UEFA Champions League 2011-2012.
- Bohemians e Sligo Rovers[28] ammesse al secondo turno preliminare di UEFA Europa League 2011-2012.
- Saint Patrick's Athletic ammesso al primo turno preliminare di UEFA Europa League 2011-2012.
- Sporting Fingal radiato dalla League of Ireland per fallimento[13][14][15][16].

### Squadra campione
- Alan Mannus (36 presenze)
- Danny Murphy (25)
- Dan Murray (28)
- Robert Bayly (25)
- Aidan Price (26)
- Craig Sives (25)
- Stephen Rice (32)
- James Chambers (31)
- Thomas Stewart (32)
- Billy Dennehy (33)
- Gary Twigg (28)
- Allenatore: Michael O'Neill

Riserve:
Chris Turner (25), Patrick Flynn (22), Patrick Kavanagh (22), Sean O'Connor (17), Stephen Bradley (16), Enda Stevens (16), Dessie Baker (15), Graham Barrett (10), Neale Fenn (7), Patrick Sullivan (2)

## Play-off
Tabellone
|  | Semifinali       | Semifinali       | Semifinali   |              |                | Finale         | Finale | Finale |  |
|  |                  |                  |              |              |                |                |        |        |  |
|  | Galway Utd       | Galway Utd       | 1            |              |                |                |        |        |  |
|  | Galway Utd       | Galway Utd       | 1            |              |                |                |        |        |  |
|  | Bray Wanderers   | Bray Wanderers   | 0            |              |                |                |        |        |  |
|  | Bray Wanderers   | Bray Wanderers   | 0            |              | Bray Wanderers | Bray Wanderers | 8      |        |  |
|  |                  |                  |              |              | Bray Wanderers | Bray Wanderers | 8      |        |  |
|  |                  |                  | Monaghan Utd | Monaghan Utd | 7              |                |        |        |  |
|  | Waterford United | Waterford United | Monaghan Utd | Monaghan Utd | 7              | 1              |        |        |  |
|  | Waterford United | Waterford United |              |              |                |                |        |        |  |
|  | Monaghan Utd     | Monaghan Utd     | 3            |              |                |                |        |        |  |

Semifinali
|                  | Risultati |                | Luogo e data               |  |
| ---------------- | --------- | -------------- | -------------------------- |  |
| Galway Utd       | 1 - 0     | Bray Wanderers | Galway, 2 novembre 2010    |  |
|                  |           |                |                            |  |
| Waterford United | 1 - 3     | Monaghan Utd   | Waterford, 2 novembre 2010 |  |

Finali
|                | Risultati    |                | Luogo e data              |  |
| -------------- | ------------ | -------------- | ------------------------- |  |
| Monaghan Utd   | 0 - 0        | Bray Wanderers | Monaghan, 5 novembre 2010 |  |
| Bray Wanderers | 8 - 7 d.c.r. | Monaghan Utd   | Bray, 8 novembre 2010     |  |

## Classifica marcatori
|  | Gol | Marcatore          | Squadra         |
|  | --- | ------------------ | --------------- |
|  | 20  | Gary Twigg         | Shamrock Rovers |
|  | 17  | Pádraig Amond      | Sligo Rovers    |
|  | 15  | Ciarán Kilduff     | UCD             |
|  | 14  | Jake Kelly         | Bray Wanderers  |
|  | 12  | Jason Byrne        | Bohemians       |
|  | 12  | Fahrudin Kudozović | Dundalk         |
|  |     |                    |                 |

## Statistiche

### Capoliste solitarie
- 6ª-22ª giornata:  St Patrick's
- 23ª-33ª giornata:  Shamrock Rovers
- 34ª giornata:  Bohemians
- 35ª-36ª giornata:  Shamrock Rovers

### Squadre
- Maggior numero di vittorie:  Shamrock Rovers,  Bohemians (19)
- Minor numero di sconfitte:  Sporting Fingal (6)
- Miglior attacco:  Sporting Fingal (62 goal fatti)
- Miglior difesa:  Bohemians (29 goal subiti)
- Miglior differenza reti:  Sligo Rovers (+25)
- Maggior numero di pareggi:  Sporting Fingal (14)
- Minor numero di pareggi:  Dundalk (6)
- Maggior numero di sconfitte:  Drogheda Utd (23)
- Minor numero di vittorie:  Drogheda Utd (4)
- Peggior attacco:  Drogheda Utd (30 gol fatti)
- Peggior difesa:  Drogheda Utd (74 gol subiti)
- Peggior differenza reti:  Drogheda Utd (-44)

### Giocatori
- Capocannoniere: Gary Twigg ( Shamrock Rovers, 19 reti)
- Maggior numero di cartellini gialli: Tom Miller ( Dundalk); Danny Ventre ( Sligo Rovers); Paul Crowley ( Drogheda Utd) - 11
- Maggior numero di cartellini rossi: Gregory Bolge ( UCD); Eric McGill ( Drogheda Utd) - 3
- Più sostituzioni date: Glen Crowe ( Sporting Fingal, 17)

### Partite
- Più gol:

 Sligo Rovers -  Sporting Fingal 4-3 (10 settembre 2010)

## Risultati

### Prima parte
|                 | BOH | BRA | DRO | DUN | GAL | SHA | SLR | SFI | STP | UCD |
| Bohemians       |     | 2-0 | 1-0 | 3-0 | 2-3 | 0-0 | 0-0 | 1-0 | 1-1 | 0-0 |
| Bray Wanderers  | 0-2 |     | 2-2 | 0-1 | 0-2 | 0-0 | 2-3 | 1-3 | 0-4 | 0-6 |
| Drogheda Utd    | 2-4 | 0-0 |     | 1-3 | 0-1 | 0-2 | 2-2 | 1-1 | 2-1 | 0-3 |
| Dundalk         | 1-0 | 2-3 | 2-2 |     | 0-0 | 2-1 | 1-0 | 1-2 | 0-0 | 3-0 |
| Galway Utd      | 2-2 | 2-1 | 3-1 | 0-1 |     | 0-1 | 0-0 | 2-2 | 0-2 | 2-2 |
| Shamrock Rovers | 1-0 | 1-0 | 1-1 | 0-2 | 2-0 |     | 1-1 | 1-1 | 0-2 | 0-0 |
| Sligo Rovers    | 1-2 | 5-1 | 6-0 | 2-2 | 1-0 | 1-1 |     | 0-1 | 0-0 | 2-1 |
| Sporting Fingal | 0-2 | 1-0 | 4-1 | 2-1 | 2-0 | 1-1 | 1-1 |     | 2-3 | 1-2 |
| St Patrick's    | 3-1 | 3-0 | 0-1 | 1-0 | 2-0 | 1-2 | 1-0 | 0-0 |     | 3-0 |
| UCD             | 1-2 | 1-0 | 2-0 | 3-1 | 0-0 | 1-2 | 0-2 | 0-0 | 1-0 |     |

### Seconda parte
|                 | BOH | BRA | DRO | DUN | GAL | SHA | SLR | SFI | STP | UCD |
| Bohemians       |     | 0-0 | 2-0 | 3-1 | 0-2 | 1-0 | 2-0 | 1-1 | 1-1 | 3-1 |
| Bray Wanderers  | 0-3 |     | 1-1 | 2-0 | 4-0 | 2-2 | 1-3 | 0-3 | 3-2 | 2-2 |
| Drogheda Utd    | 0-1 | 0-2 |     | 1-3 | 3-3 | 0-2 | 2-3 | 0-4 | 0-3 | 1-0 |
| Dundalk         | 1-2 | 0-2 | 2-1 |     | 3-0 | 5-1 | 2-4 | 0-2 | 0-3 | 1-1 |
| Galway Utd      | 3-2 | 2-2 | 2-1 | 1-1 |     | 0-1 | 2-2 | 0-1 | 1-1 | 1-4 |
| Shamrock Rovers | 3-0 | 4-1 | 2-0 | 4-0 | 3-0 |     | 1-0 | 1-2 | 2-1 | 4-1 |
| Sligo Rovers    | 1-1 | 2-1 | 2-1 | 1-0 | 3-0 | 1-2 |     | 4-3 | 1-0 | 4-0 |
| Sporting Fingal | 0-0 | 2-2 | 1-2 | 1-0 | 3-1 | 3-3 | 1-1 |     | 2-2 | 4-1 |
| St Patrick's    | 0-1 | 2-0 | 2-0 | 1-2 | 4-2 | 1-3 | 0-0 | 1-1 |     | 2-1 |
| UCD             | 0-2 | 4-0 | 1-1 | 0-2 | 0-1 | 3-2 | 1-2 | 1-2 | 3-2 |     |